# Oulujärvi
Oulujärvi nebo též jen Oulu je jezero na severu Finska v provincii Kainuu. Má rozlohu 887,09 km². Jeho průměrná hloubka je 7 m, maximální hloubka pak 38 m. Leží v nadmořské výšce 124 m.

## Pobřeží
Skládá se z několika spojených vodních ploch. Pobřeží je členité a zalesněné.

## Ostrovy
Na jezeře je 665 ostrovů. Největší jsou Manamansalo (76 km²) a Käkisaari (20 km²), další větší jsou podle abecedy Hevossaari, Honkinen, Kaarresalo, Karhusaari, Kuostonsaari, Reimiluoto, Teväsaari, Toukka, Uupunut, Ykspisto, Ärjä.

## Vodní režim
Hlavní přítoky jsou Kiehimäjoki z jezera Kiantajärvi a Kajaaninjoki z jezera Nuasjärvi. Odtéká z něj řeka Oulu severozápadním směrem a po 107 km se u města Oulu vlévá do Botnického zálivu. Zamrzá uprostřed listopadu a rozmrzá uprostřed května.

## Využití
Na jezeře funguje vodní doprava. Na severním břehu leží obce Vaala a Paltamo a na jižním pak Vuolijoki a Kajani.